# Pico de Sotllo
El pico de Sotllo (del francés: Pic du port de Sullo); en catalán: Pic de Sotllo es una cima de 3073 metros situado en la frontera entre el Pallars Sobirá (España) y el Ariège (Francia), dentro del parque natural del Alto Pirineo.

## Ruta normal
La vía clásica es por la Vall Ferrera. Son unas 6 horas para unos 1400 metros de desnivel. Se sube por el refugio de Vall Ferrera y la Coma d’Estats. Una vez se llega al port de Sotllo (2894 m) hay que subir por la arista hasta la cumbre.